# القوات المسلحة الصربية
القوات المسلحة الصربية وهي القوات المسلحة التي تحمي جمهورية صربيا وتنقسم إلى فرعين وهما القوات البرية الصربية والقوات الجوية الصربية ولم يعد لدى صربيا قوات بحرية بعد انفصال جمهورية الجبل الأسود من اتحاد يوغوسلافيا في سنة 2006 وتخضع هذه القوات لأوامر رئيس صربيا.

## التاريخ
الصربي الثورة عام 1804، بدأت مع التمرد الصربي ضد الاحتلال العثماني لصربيا. الانتصارات في معارك Ivankovac، Mišar، Deligrad وبلغراد، أدى إلى إنشاء إمارة صربيا في 1817. أدت الانتفاضة الصربية الثانية اللاحقة إلى الاستقلال التام والاعتراف مملكة صربيا وإضعاف الهيمنة العثمانية في البلقان . في عام 1885 كان لصربيا حربا ضد بلغاريا. في عام 1912، اندلعت حرب البلقان الأولى بين الإمبراطورية العثمانية وجامعة البلقان (صربيا واليونان والجبل الأسود وبلغاريا). ، نتج عن الانتصارات في معركة كومانوفو، معركة بريليب، معركة المنستير، معركة أدرنة حصار سكوتاري في هزيمة الإمبراطورية العثمانية وطردها من منطقة البلقان. بعد فترة وجيزة، اندلعت حرب البلقان الثانية خارجا عندما بلغاريا، راضين عن تقسيم الأراضي، أعلنت الحرب ضد حلفائها السابقين، وصربيا واليونان. بعد سلسلة من الهزائم، طلبت بلغاريا الهدنة وقعت معاهدة بوخارست لتنهي رسميا الحرب.
استقلال صربيا ونفوذها المتنامي هدد النمسا والمجر التي تؤدي إلى الأزمة البوسنية 1908-1909 المجاورة. ونتيجة لذلك، منذ عام 1901، كانت جميع الذكور الصربية الذين تتراوح أعمارهم بين 21-46 مسؤولة عن التعبئة العامة. في أعقاب اغتيال الأرشيدوق فرانز فرديناند من النمسا في عام 1914، أعلنت الإمبراطورية النمساوية المجرية الحرب على صربيا بحجة أن صربيا كانت مسؤولة عن عملية الاغتيال، بمناسبة بداية الحرب العالمية الأولى. صدت صربيا ثلاث غزوات متتالية من النمسا، وتأمين الانتصارات الكبرى الأولى من الحرب للحلفاء، ولكن كانت غارقة في نهاية المطاف من قبل القوات المشتركة للدول وسط وأجبروا على التراجع من خلال ألبانيا إلى جزيرة كورفو اليونانية.

## منظمة
وأمر القوات المسلحة الصربية التي كورب الاركان العامة لضباط كبار. ويرأس هيئة الأركان العامة من قبل رئيس هيئة الأركان العامة. يتم تعيين رئيس هيئة الأركان العامة من قبل رئيس الجمهورية الذي هو القائد العام للقوات المسلحة. الرئيس الحالي لهيئة الأركان العامة هي عامة يوبيسا Diković.
القوات المسلحة سابقا هي جزء من وزارة الدفاع. وزير الدفاع الحالي هو براتيسلافا Gašić.

## فروع الخدمة
بعد عملية إعادة التنظيم عام 2006، وتتألف القوات المسلحة من فروع الخدمة التالية:

### الجيش الصربي
الجيش الصربي (بما في ذلك أسطول نهر على نهر الدانوب) هو العنصر البرية للقوات المسلحة وتتألف من: المشاة والمدرعات والمدفعية والهندسة ووحدات القوات الخاصة.

### القوات الجوية الصربية والدفاع الجوي
القوات الجوية والدفاع الجوي الصربي هو عنصر أساس الدفاع والطيران المضادة للطائرات للقوات المسلحة تتكون من: الطيران، والمضادة للطائرات والمراقبة وحدات الاستطلاع.

### الاحتياطي
تتكون قوة احتياطية من احتياطي نشط واحتياطي السلبي. الاحتياطي النشط أرقام القوة 2,000 عضوا, في حين يبلغ الاحتياطي السلبي نحو 1.7 مليون مواطن مع التدريب العسكري أو تجربة الماضي، منها 10٪ (170,000) هي «مكافحة جاهزة».

## حفظ السلام
القوات المسلحة الصربية المشاركة بنشاط في عدة بعثات حفظ السلام متعددة الجنسيات.
| البلد                       | البعثة             | عدد الموظفين                                                                     |
| --------------------------- | ------------------ | -------------------------------------------------------------------------------- |
| قبرص                        | القوة              | 1 ضابط أركان و 2 مراقبين و 6 ضباط الصف و 37 مشاة                                 |
| جمهورية الكونغو الديمقراطية | بعثة الأمم المتحدة | 2 ضباط الأركان، 2 أطباء و 4 فنيين                                                |
| ساحل العاج                  | العملية            | 3 ضباط والمراقبين العسكريين                                                      |
| لبنان                       | اليونيفيل          | 8 ضباط الأركان، 5 عنصر الدعم الوطني و130 مشاة                                    |
| ليبيريا                     | البعثة             | 4 ضباط بصفة مراقب عسكري                                                          |
| الشرق الأوسط                | الهدنة             | 1 ضابط                                                                           |
| الصومال                     | EUTM الصومال       | فريق الهيئة الطبية بما في ذلك 1 ضابط أركان، 1 طبيب و 3 فنيين طبيين               |
| الصومال                     | EUNAVFOR           | 2 ضباط الأركان OHQ، 1 OHQ بتكليف من غير ضابط، ضابط أركان FHQ 1 و 12 عضوا من AVPD |